# Tetrateuco
Il termine Tetrateuco indica il complesso dei primi quattro libri della Bibbia, cioè Genesi, Esodo, Levitico e Numeri. Essi sono i primi quattro libri del Pentateuco e avrebbero una maggior affinità fra loro e una minore col quinto e ultimo libro, il Libro del Deuteronomio.
Gli studi del biblista Martin Noth hanno posto in evidenza l'affinità teologica fra il Deuteronomio e i successivi libri storici di Giosuè, dei Giudici, di Samuele e dei Re. Essi compongono, secondo Noth la "storia deuteronomista". Il tetrateuco sarebbe stato composto dopo la storia deuteronomista, di cui costituisce una logica premessa.